# 马里兰州行政区划
美国马里兰州共有24個郡級行政區單位，其中有23個郡，而雖然巴爾的摩是獨立市而不是郡，不過在多數場合中仍被視為與郡同級。馬里蘭州內大部份郡份得名自1634年至1771年期間馬里蘭殖民地所有人巴爾的摩男爵的親屬。巴爾的摩男爵一族的信仰為天主教，且第一代巴爾的摩男爵喬治·卡爾弗特更打算令馬里蘭州成為英國天主教徒的「避風港」；然而在歷史中的大部分時間，馬里蘭州的最大宗教都是新教。

## 歷史
馬里蘭州最早建立的郡份是於1637年建立的聖瑪麗斯郡，而最近建立的郡份則是於1872年自亞利加尼郡分離出來的加勒特郡。之後馬里蘭州郡份之間的邊境仍常有變動，最近一次變動是原屬喬治王子郡的塔科马帕克於1997年被劃予蒙哥馬利郡。
除了獨立市巴爾的摩以外，所有郡份都是默認的地方政府單位。在馬里蘭州的法律下，馬里蘭州的郡份能夠行使一些在其他大多數的州份中屬於州政府或市政府才有的權力，因此馬里蘭州社區組成法團組織的意欲不大。馬里蘭州不少人口較多、擁有重要經濟地位的社區，如貝塞斯達、銀泉、哥倫比亞和陶森等地皆為郡政府直轄地區，而這些郡府直轄地區的市政服務皆由郡政府提供；某些郡，如巴爾的摩縣和霍華德郡甚至所有社區都是郡政府的直轄地區。在馬里蘭州，公立學校是由郡政府提供，沒有獨立的學區制度。
巴爾的摩市的政府職能與其他馬里蘭州郡份相同，因此在在多數場合中都被視為與郡同級。幾乎整個巴爾的摩市皆為巴爾的摩郡所包圍。
以下表格會在每一個郡的名稱後面列出其聯邦資訊處理標準代碼（簡稱FIPS代碼），該代碼是美國聯邦政府用來區分各州郡的唯一識別碼。馬里蘭州的代碼是24，轄下郡級行政區的代碼則為「24XXX」。所有的FIPS代碼將連結至該郡級行政區最近的一次人口普查數據。

## 郡級行政區列表
| 县             | FIPS代码 | 郡治             | 成立年份 | 起源                                                    | 郡名語源 | 郡旗              | 郡徽    | 人口 （2018年）               | 面积                          | 地图                           |
| -------------- | -------- | ---------------- | -------- | ------------------------------------------------------- | --- | ----------------- | ------- | ----------------------------- | ----------------------------- | ------------------------------ |
| 阿利根尼縣     | 001      | 坎伯蘭           | 1789年   | 華盛頓郡                                                | 土著德拉瓦人的語言中的詞語「」，意為「美麗的溪流」                                                                            |                   |         | 70,975                        | 430平方英里 （1,114平方公里） | 標示出阿利根尼縣位置的地圖     |
| 安妮阿倫德爾縣 | 003      | 安那波利斯       | 1650年   | 聖瑪麗斯郡                                              | 第二代巴爾的摩男爵西賽留斯·卡爾弗特之妻安妮·阿倫德爾 1654年至1658年間曾由新教徒移民以神聖的天意（）之名更名為「普羅維登斯郡」 |                   |         | 576,031                       | 588平方英里 （1,523平方公里） | 標示出安妮阿倫德爾縣位置的地圖 |
| 巴爾的摩郡     | 005      | 陶森             | 1659年   | 未建立行政區劃之土地                                    | 第二代巴爾的摩男爵西賽留斯·卡爾弗特，馬里蘭殖民地首任所有人                                                                   |                   |         | 828,431                       | 682平方英里 （1,766平方公里） | 標示出巴爾的摩郡位置的地圖     |
| 巴爾的摩市     | 510      | 巴爾的摩市       | 1851年   | 1729年建立 1851年脫離巴爾的摩郡管轄                     | 第二代巴爾的摩男爵西賽留斯·卡爾弗特，馬里蘭殖民地首任所有人                                                                   |                   |         | 602,495                       | 92平方英里 （238平方公里）    | 標示出巴爾的摩市City位置的地圖 |
| 卡爾弗特縣     | 009      | 弗雷德里克王子城 | 1654年   | 未建立行政區劃之土地                                    | 卡爾弗特家族 原名「帕塔克森特郡」取自印第安人中阿爾岡昆人的支系帕塔克森特人，1658年改為現名                                   |                   |         | 92,003                        | 345平方英里 （894平方公里）   | 標示出卡爾弗特縣位置的地圖     |
| 加羅林縣       | 011      | 登頓             | 1773年   | 多徹斯特郡和安妮女王郡                                  | 第五代巴爾的摩男爵查爾斯·卡爾弗特之女加羅琳·伊登                                                                              |                   |         | 33,304                        | 326平方英里 （844平方公里）   | 標示出加羅林縣位置的地圖       |
| 卡洛爾縣       | 013      | 威斯敏斯特       | 1837年   | 巴爾的摩郡和弗雷德里克郡                                | 美國參議員、《美國獨立宣言》簽署人中唯一的天主教徒查爾斯·卡羅爾                                                               |                   |         | 168,429                       | 452平方英里 （1,171平方公里） | 標示出卡洛爾縣位置的地圖       |
| 塞西爾縣       | 015      | 埃爾克頓         | 1672年   | 巴爾的摩郡和肯特郡                                      | 第二代巴爾的摩男爵西賽留斯·卡爾弗特的盎格魯化名字                                                                             |                   |         | 102,826                       | 418平方英里 （1,083平方公里） | 標示出塞西爾縣位置的地圖       |
| 查爾斯縣       | 017      | 拉普拉塔         | 1658年   | 未建立行政區劃之土地                                    | 第三代巴爾的摩男爵查爾斯·卡爾弗特，馬里蘭殖民地第二任所有人                                                                   |                   |         | 161,503                       | 643平方英里 （1,665平方公里） | 標示出查爾斯縣位置的地圖       |
| 多切斯特縣     | 019      | 劍橋             | 1668年   | 未建立行政區劃之土地                                    | 英格蘭郡份多塞特郡之郡治多切斯特 多塞特伯爵亦是卡爾弗特家族的朋友                                                             |                   |         | 31,998                        | 540平方英里 （1,399平方公里） | 標示出多切斯特縣位置的地圖     |
| 弗雷德里克縣   | 021      | 弗雷德里克       | 1748年   | 喬治王子郡                                              | 第六代巴爾的摩男爵弗雷德里克·卡爾弗特，馬里蘭殖民地末任所有人                                                                 |                   |         | 255,648                       | 667平方英里 （1,728平方公里） | 標示出弗雷德里克縣位置的地圖   |
| 加勒特縣       | 023      | 奧克蘭           | 1872年   | 阿利根尼郡                                              | 巴爾的摩與俄亥俄鐵路主席約翰·沃克·加勒特                                                                                      |                   |         | 29,163                        | 656平方英里 （1,699平方公里） | 標示出加勒特縣位置的地圖       |
| 哈福郡         | 025      | 貝萊爾           | 1773年   | 巴爾的摩郡                                              | 第六代巴爾的摩男爵弗雷德里克·卡爾弗特的私生子亨利·哈福                                                                        |                   |         | 253,956                       | 527平方英里 （1,365平方公里） | 標示出哈福郡位置的地圖         |
| 霍華德縣       | 027      | 埃利科特城       | 1851年   | 安妮阿倫德爾郡和巴爾的摩郡                              | 美國獨立戰爭軍官、馬里蘭州州長約翰·伊格爾·霍華德                                                                              |                   |         | 323,196                       | 254平方英里 （658平方公里）   | 標示出霍華德縣位置的地圖       |
| 肯特縣         | 029      | 切斯特頓         | 1642年   | 未建立行政區劃之土地                                    | 英格蘭的郡肯特郡 |                   |         | 19,383                        | 414平方英里 （1,072平方公里） | 標示出肯特縣位置的地圖         |
| 蒙哥馬利縣     | 031      | 羅克維爾         | 1776年   | 弗雷德里克郡                                            | 美國獨立戰爭軍官理察·蒙哥馬利                                                                                                 |                   |         | 1,052,567                     | 507平方英里 （1,313平方公里） | 標示出蒙哥馬利縣位置的地圖     |
| 喬治王子縣     | 033      | 上馬爾伯勒       | 1696年   | 卡爾弗特郡和查爾斯郡                                    | 大不列顛王國君主安妮女王的丈夫喬治王子                                                                                        |                   |         | 909,308                       | 498平方英里 （1,290平方公里） | 標示出喬治王子縣位置的地圖     |
| 安妮女王縣     | 035      | 申特維           | 1706年   | 塔爾博特郡                                              | 大不列顛王國君主安妮女王 |                   |         | 50,251                        | 510平方英里 （1,321平方公里） | 標示出安妮女王縣位置的地圖     |
| 聖瑪麗斯縣     | 037      | 倫納德頓         | 1637年   | 未建立行政區劃之土地 1654年至1658年間曾更名為波托馬克郡 | 聖母瑪利亞 第一個以天主教相關事物命名的郡份                                                                                   |                   |         | 112,664                       | 611平方英里 （1,582平方公里） | 標示出聖瑪麗斯縣位置的地圖     |
| 薩默塞特縣     | 039      | 安妮公主鎮       | 1666年   | 未建立行政區劃之土地                                    | 第二代巴爾的摩男爵西賽留斯·卡爾弗特的嫂嫂薩默塞特夫人瑪麗                                                                     |                   |         | 25,675                        | 611平方英里 （1,582平方公里） | 標示出薩默塞特縣位置的地圖     |
| 塔爾博特縣     | 041      | 伊斯頓           | 1662年   | 肯特郡                                                  | 第二代巴爾的摩男爵西賽留斯·卡爾弗特的姊妹塔爾博特夫人格雷斯                                                                   |                   |         | 36,968                        | 477平方英里 （1,235平方公里） | 標示出塔爾博特縣位置的地圖     |
| 華盛頓縣       | 043      | 黑格斯敦         | 1776年   | 弗雷德里克郡                                            | 首任美國總統喬治·華盛頓 | 暫缺 自由版權圖片 | 150,926 | 468平方英里 （1,212平方公里） | 標示出華盛頓縣位置的地圖      |                                |
| 威科米科縣     | 045      | 索爾茲伯里       | 1867年   | 薩默塞特郡和烏斯特郡                                    | 位於馬里蘭州東部的河流威科米科河 在土著德拉瓦人的語言中，詞語「」意為「建築房屋之地」，可能是指當地的一些定居點               |                   |         | 103,195                       | 400平方英里 （1,036平方公里） | 標示出威科米科縣位置的地圖     |
| 烏斯特縣       | 047      | 斯諾希爾         | 1742年   | 薩默塞特郡                                              | 烏斯特侯爵一世亨利·薩默塞特，其兒媳瑪麗·阿倫德爾是第二代巴爾的摩男爵西賽留斯·卡爾弗特之妻安妮·阿倫德爾的姊妹                  |                   |         | 51,823                        | 695平方英里 （1,800平方公里） | 標示出烏斯特縣位置的地圖       |

### 已廢除的郡
| 郡         | 存在期間       | 郡名語源 |
| ---------- | -------------- | --- |
| 舊查爾斯郡 | 1650年－1654年 | 英格蘭國王查理一世                                                                                           |
| 達拉謨郡   | 1669年－1672年 | 英格蘭的郡達拉謨郡                                                                                           |
| 舊烏斯特郡 | 1672年－1685年 | 烏斯特侯爵一世亨利·薩默塞特，其兒媳瑪麗·阿倫德爾是第二代巴爾的摩男爵西賽留斯·卡爾弗特之妻安妮·阿倫德爾的姊妹 |